# پیوند کربن–فلوئور

نمایش باز جرئی اتم های کربن و فلوئور در یک پیوند کربن-فلوئور

پیوند کربن-فلوئور به پیوند شیمیایی کووالانسی بین یک اتم کربن و یک اتم فلوئور گفته می‌شود که دارای خاصیت قطبی بوده و قویترین و کوتاه‌ترین پیوند شیمیایی در شیمی آلی است.این پیوند در تمامی ترکیبات آلی فلوئور مانند فلوئوروکربن ها مانند تترافلورومتان مشاهده می‌شود.